# Superammasso del Leone-Vergine
Il Superammasso del Leone-Vergine (SCl 107) è un superammasso di galassie situato nelle costellazioni del Leone e della Vergine alla distanza di 316 milioni di parsec dalla Terra (oltre un miliardo di anni luce).
Tra i componenti dell'ammasso si annoverano gli ammassi di galassie Abell 1341, Abell 1342, Abell 1345, Abell 1354, Abell 1356, Abell 1372, Abell 1379 e Abell 1435.